# Сбризолона
Сбризолона (итал. sbrisolòna) — десерт родом из итальянского города Мантуя, который производится и употребляется в Ломбардии, Эмилии-Романье и Вероне.

## Происхождение
Название происходит от существительного brìsa, которое в Мантуе означает «крошка». Рецепт восходит к XVII веку и связан со двором династии Гонзага.

## Состав
Ингредиенты сбризолоны были типичными для крестьянских традиций (кукурузная мука, сало и фундук), но с годами состав усовершенствовался.
В наши дни в число ингредиентов входят сахар, кукурузная и пшеничная мука в равных пропорциях. Поэтому этот десерт также называется пирогом трех чашек. Ингредиенты нельзя измельчать, поскольку характерная особенность десерта заключается в его неравномерной консистенции из-за быстрой грубой обработки миндаля.

## Характеристики
От схожих пирогов сбризолона отличается способом обработки и подачи, поскольку этот десерт нужно ломать руками, а не нарезать обычными ломтиками. Пирог традиционно едят, смачивая граппой. Рекомендуется сопровождать его крепленым вином, таким как Мальвазия, Вин Санто или Пассито ди Пантеллерия.
Важным качеством пирога является его рыхлость, из-за которой он очень легко крошится (отсюда и название, которое на галло-италийских языках означает «раскрошенный»). В Венеции известен очень похожий пирог — «фреголотта».
Сбризолона внесена в список традиционных итальянских продуктов питания (PAT), составленный Министерством сельского хозяйства и продовольствия Республики.
В настоящее время продается готовым в супермаркетах, может иметь длительный срок хранения.